# Onze Lieve Vrouw ter Nieuwe Plant
Onze Lieve Vrouw ter Nieuwe Plant is een vrouwenklooster dat zich bevindt aan de Oude Houtmarktstraat 4 te Ieper. De zusters behoren tot de Congregatie van Windesheim.

## Geschiedenis
Het klooster werd opgericht in 1239 te Roesbrugge door de kanunnikessen van Sint-Victor van de Abdij van Prémy-lez-Cambrai. Zij zouden er een school hebben geopend.
De abdij ontwikkelde zich, maar in 1572 begonnen de troebelen in het kader van de Tachtigjarige Oorlog. Het was in Roesbrugge niet meer veilig vanwege plunderende calvinistische soldaten. Een deel van de kloosterlingen trok naar Ieper, een ander deel naar Sint-Omaars. Het klooster werd geplunderd door de calvinisten en vervolgens verwoest door de Spaanse troepen.
Nadat Vlaanderen weer in handen van de Spaanse koning was gekomen, konden de zusters uit Sint-Omaars terugkeren. Het Concilie van Trente schreef echter voor dat de kloosters bij voorkeur nabij de steden gevestigd moesten worden. Daarom vestigden ze zich definitief te Ieper. Al spoedig werd opnieuw onderwijs gegeven, maar nieuwe oorlogshandelingen zorgden voor verdere tegenslagen.
In 1744 werd het klooster vernield door de troepen van Lodewijk XV van Frankrijk, tijdens de Oostenrijkse Successieoorlog. In 1778 begon men met de herbouw en in 1782 werd de abdij heropend. Opnieuw dreigde er oorlog, nu tussen Oostenrijk en Frankrijk. In 1793 werd daarom geen nieuwe abdis verkozen, maar een priorin. In 1798 werd het klooster dan in beslag genomen door de Fransen en verkocht. De zusters verspreidden zich, maar na het concordaat tussen Napoleon Bonaparte en paus Pius VII konden ze weer een stuk grond vlak bij de voormalige abdij verwerven en begonnen ze opnieuw met hun werk, inclusief het beheren van een pensionaat.
De Eerste Wereldoorlog bracht opnieuw problemen. De zusters vluchtten op 31 oktober 1914 naar Engeland om in juli 1915 naar Frankrijk terug te keren, waar ze hulp boden aan Belgische scholieren. Als ze dan in februari 1919 naar Ieper terugkeerden was alles vernietigd. In 1921 werd begonnen met de herbouw en het klooster is sindsdien blijven functioneren. In 1967 stichtten de zusters, samen met de kanunnikessen van Brugge, het Klooster Sint-Agnes te Sion. Dit heeft bestaan tot 1994.